# Jakutsk
Jakutsk (rusky Яку́тск, jakutsky Дьокуускай) je město v Rusku, které se nachází ve východní Sibiři, je hlavním městem republiky Sacha (neboli Jakutska) a přístavem na řece Leně. Žije zde přibližně 312 tisíc obyvatel.
Jakutsk je nejlidnatější město v severovýchodní části Ruska, významné centrum vědy a kultury. Podle počtu obyvatel je na pátém místě mezi městy Dálněvýchodního federálního okruhu (po Vladivostoku, Chabarovsku, Ulan-Ude a Čitě).

## Geografie

### Zeměpisná poloha
Město se nachází v údolí Tujmaada (jakutsky Туймаада) na levém břehu řeky Leny v jejím středním toku. Leží na sever od 60. rovnoběžky severní šířky, což během léta způsobuje dlouhé období tzv. „bílých nocí“ a naopak v zimě trvá světlá část dne pouze 3–4 hodiny, konkrétně v prosinci. S rozlohou 122 km² je Jakutsk největší město ležící na permafrostu (oblast věčně zmrzlé půdy); kvůli podloží stojí většina budov na ocelových a betonových pilotech. 

### Povrch
Jakutsk leží v rovinaté krajině v údolí řeky Leny (údolí Tujmaada). Na území města se nachází mnoho lužních a říčních jezer, z nichž největší jsou jezero Sajsary, Taloje, Teplé jezero, Chatyng-Jurjach a Sergeljach. Jezera mají písčitý břeh a jejich mělčiny jsou porostlé rákosem. Při vstupu do údolí Tujmaada vybíhá z levého břehu řeky Leny útes do výšky přibližně 100 metrů, pokrytý stepní vegetací. Pokud se na útvar díváme ze strany města, podobá se útes horskému vrcholu, ale ve skutečnosti jde o vršek kopcovité roviny pokryté borovicemi a listnatými stromy tajgy, která se tyčí nad údolím Leny. Jedním z bočních výběžků útesu je hora Čočur Muran (jakutsky Чочур Муран).
Centrální část Jakutsku je od koryta řeky Leny oddělena širokou travnatou rovinou zvanou Zelená louka, která bývá v období povodní často zaplavená. Pouze jedno rameno Leny dosahuje až k říčnímu přístavu Jakutsku, tzv. Městské rameno, které bylo po dostavění městské hráze v 60. letech přeměněno na přístavní zátoku neboli kanál. V důsledku nánosů říčního písku se však zátoka stává rok od roku mělčí, a aby mohly lodě zátokou proplouvat, musí se dno pravidelně prohlubovat s pomocí podvodních bagrů.

### Podnebí
Podnebí města je silně kontinentální, subarktické.
- Průměrná roční teplota vzduchu: −8,8 °C
- Průměrná roční rychlost větru :  1,7 m/s
- Průměrná roční vlhkost vzduchu:  69 %

Podnebí je kontinentální s malým úhrnem srážek v průběhu roku. Zima je v Jakutsku tuhá, průměrná lednová teplota je kolem −40 °C, někdy mohou mrazy dosahovat až 60 °C pod nulou (naposledy byly tyto hodnoty naměřeny 2. ledna 1951); Jakutsk má nejstudenější zimu ze všech velkoměst na světě. Zima trvá od října do dubna včetně, jaro a podzim bývají velmi krátké. V období od prosince do března nedochází prakticky k žádným oblevám. Dokonce byl zaznamenán případ sněžení v měsíci červnu.
Na rozdíl od zimy je pro léto i navzdory jeho proměnlivému rázu charakteristické malé množství srážek a často extrémně vysoké teploty. Vedra mohou dosahovat až +38.4 °C, což jsou velmi vysoké hodnoty pro město ležící v této severní části polokoule. Průměrná červencová teplota dosahuje 18,6 °C. Roční amplituda (rozdíl mezi minimální a maximální teplotou vzduchu) v Jakutsku je jednou z největších na planetě a převyšuje 100 °C. Její hodnota se blíží roční amplitudě sibiřských „pólů chladu“ – vesnici Ojmjakonu (jakutsky Оймякон) a městu Verchojansku (rusky Верхоя́нск), které se rovněž nachází v republice Sacha.

### Časové pásmo
Jakutsk leží v Jakutském časovém pásmu. Časový posun oproti UTC je +9.00. Co se týče moskevského času, má časové pásmo konstantní posun +6 hodin a v Rusku je označováno jako MSK +6.

## Historie
25. září 1632 založil ruský důstojník Petr Ivanovič Beketov se svým oddílem kozáků Jakutskou pevnost během výpravy po povodí řeky Leny na jejím pravém břehu, asi 70 km po proudu od místa současné polohy města v zemi borogonských Jakutů. Od samého počátku byla posádka pevnosti početná, čítala okolo 300 kozáků. V roce 1634 čelila pevnost obléhání Jakutských kmenů. V roce 1635 dostali místní kozáci právo nazývat se jakutskými kozáky. V roce 1638 se pevnost stala centrem nově vytvořeného Jakutského vojvodství. V letech 1642–1643 byla osada přestěhována na současné místo – do údolí Tuymaada.
Osada byla přejmenována na Jakutsk v roce 1643. Od roku 1708 byl Jakutsk jako vojenské, administrativní a obchodní centrum oblasti podél řeky Leny podřízen sibiřské gubernii. V roce 1822 se z Jakutsku stává krajské město a od roku 1851 získává Jakutsko (dnešní republika Sacha) status právně nezávislé oblasti s centrem v Jakutsku.
Nebývalý rozmach zaznamenal Jakutsk za vlády gubernátora Ivana. I. Krafta (1907–1913). Ve městě vybudoval elektrárnu, telefonní ústřednu, otevřel muzeum. Současně byla také založena kancelář Císařské geografické společnosti.
Za druhé světové války byl Jakutsk sídlem správy vzdušné trasy ALSIB (Aljaška-Sibiř), tzv. „Severní cesty“ mezi USA a SSSR, po které byla z USA dovážena letadla v rámci dohody o pomoci Sovětskému svazu formou vojenských dodávek – Zákon o půjčce a pronájmu (anglicky Lend and Lease Act).
V letech 1922–1991 byl Jakutsk hlavním městem Jakutské ASSR (Jakutská autonomní sovětská socialistická republika). V roce 1956 zde byla založena univerzita. Od roku 1991 je hlavním městem republiky Sacha (Jakutska).

## Obyvatelstvo
K 1. lednu 2015 byl Jakutsk podle počtu obyvatel z 1114 měst Ruské federace na 67. místě.
V Jakutsku k roku 2017 žilo 308 000. Městský úřad eviduje 295 600 obyvatel, což představuje přibližně 30 % populace celé republiky Sacha. Podle zveřejněných dat z posledního sčítání lidu vzrostla populace Jakutsku mezi dvěma sčítáními (v r. 2002 a 2010) o 20,1 %.
Od devadesátých let 20. století probíhá migrace venkovského obyvatelstva ze všech krajů republiky do Jakutsku. Od devadesátých let až do současnosti je pozorován odliv rusky mluvící populace. Od přelomu nového tisíciletí probíhá také migrace přistěhovalců ze Střední Asie, Kavkazu a Číny. Počet obyvatel Jakutsku rychle vzrůstá v důsledku přirozeného přírůstku a migrace. Vyvstává však problém se zabezpečením dostupného bydlení, mateřských škol, základních škol a nemocnic pro nové obyvatele města.

### Národnostní složení
Jakutsk je mnohonárodnostní město. Většinu obyvatelstva tvoří Jakuti (Sacha) – 141 tisíc obyv. a Rusové – 113 tisíc obyv. Dále zde žijí Burjati, Ukrajinci, Baškirové, Tataři, Čečenci, Oseti, Kyrgyzové, Poláci, Litevci, Dagestánci, Evenkové, Uzbeci, Tádžikové, Arméni, Moldavané, Číňané, Korejci a další.

## Průmysl
Přestože je Jakutsk administrativním a kulturním centrem regionu, nemá příliš rozvinutý žádný průmysl. Hlavní průmyslová odvětví jsou zaměřena na podporu životaschopnosti města. Více než polovina (53,3 %) připadá na tepelně energetickou výrobu, 17,7 % tvoří potravinářský průmysl, 11,1 % pak dobývání a zpracování diamantů, 4,3 % stavební průmysl, 3,2 % kovovýroba.

## Obchod
Jakutsk je největším centrem obchodu a podnikání v republice, podnikání tvoří základ ekonomiky města. Přibližně 60 % pracujících občanů a také velké množství nelegálních přistěhovalců z ostatních regionů republiky a dalších zemí (Střední Asie, Kavkazu, Číny) je zaměstnáno ve sféře obchodu a služeb. Ve městě se nachází několik trhů (městský, stavební, automobilový trh), nákupních center, velkoobchodních a maloobchodních skladů, celá řada obchodů a stánků. Z oblasti komerčních služeb jsou ve městě rozšířené autoservisy, kavárny, malé hotýlky, kadeřnictví, soukromé kliniky, prádelny, opravny elektroniky, realitní kanceláře, stavebních a dopravní firmy.

## Památky
„Staré město“ je čtvrť v centru města, jde o historický a architektonický komplex, v němž se nachází budovy připomínající vzhled starého Jakutsku. Většinu budov, ať už síť nákupních center „Kružalo“ (rusky «Кружало»), budovu Rusko-asijské banky, Jakutský městský kostel či věž pevnosti, založil Peter Beketov a jeho nástupci. Převážná část dřevěných budov tohoto komplexu jsou kopie vyhořelých, zničených nebo zdemolovaných budov z dřívějších dob. Například věž pevnosti, která je památníkem ruské dřevěné obranné architektury a symbolem Jakutsku ve znaku města, se dlouhou dobu nacházela v Jakutském regionálním muzeu (Sdružené muzeum historie a kultury severních národů E. M. Jaroslavského), avšak v srpnu roku 2002 vyhořela v důsledku nevydařeného dětského pokusu o kanadský žert. Věž byla o dva roky později zrekonstruována s pomocí dochovaných nákresů.
Zájem veřejnosti vyvolává také šachta Šergina, výzkumná šachta z 19. století s hloubkou více než 100 metrů.

## Partnerská města
- Čchangwon, Jižní Korea
- Fairbanks, USA
- Murajama, Japonsko